# اسلاویانووو
اسلاویانووو (به انگلیسی: Slavyanovo) شهری در استان پلون کشور بلغارستان است که جمعیت آن در سال ۲۰۰۱ میلادی ۴٬۷۶۳ نفر بوده‌است.